# 塔文鎮區 (密蘇里州普瓦斯基縣)
塔文鎮區（英語：Tavern Township）是位於美國密蘇里州普瓦斯基縣的一個行政鎮區。

## 地方資料
塔文鎮區的面積為226.29平方千米，當中陸地面積為225.71平方千米，而水域面積為0.58平方千米。根據2020年美國人口普查的數據，當地共有人口3092人，而人口密度為每平方千米13.66人。